# Grillmasters
Grillmasters is een kookprogramma rond de barbecue. Het is een van oorsprong Scandinavisch televisieformat, dat in de loop der tijd in meerdere Europese landen een eigen versie heeft gekregen.
Teams van telkens twee hobbykoks strijden om de titel van Grillmaster. In verschillende afleveringen krijgen ze telkens opdrachten voor specifieke grillbereidingen. Doorheen het seizoen volgt of een afvalrace of er wordt een score opgebouwd. Het winnende team krijgt een Gouden Grilltang.
De eerste seizoenen dateren uit de zomer van 2013 toen het programma in Denemarken liep op TV 2 en gelijktijdig een Zweedse versie, Grillmästarna, in Zweden werd uitgezonden op TV 4. In Zweden liep het tot een vijfde seizoen in 2017. Het format werd ook reeds in IJsland, Finland, Nederland, Italië en België uitgezonden.

## Nederland
Martijn Krabbé en Ruben Nicolai presenteerden elk een seizoen het programma op RTL 4, telkens met de steun van chef Herman den Blijker en Jord Althuizen, wereldkampioen barbecueën. Een eerste seizoen was in 2015, een tweede seizoen volgde in 2016. Het tweede seizoen had tegenvallende kijkcijfers.

## België

### Vlaanderen
Het format wordt sinds 2018 wordt uitgezonden op de Vlaamse televisiezender VIER. De presentatie is in handen van twee chefs, Peter De Clercq, gespecialiseerd in barbecue en Seppe Nobels, gespecialiseerd in groenten. Een tweede seizoen volgde in 2019.

### Wallonië
Het format wordt voor de RTBf gepresenteerd door Sofie Dumont en Benjamin Laborie. Een eerste seizoen startte in mei 2019 op La Une. Door tegenvallende kijkcijfers werd de uitzending al snel niet meer in prime time gepland.